# Veïnat de Melianta
Veïnat de Melianta – wieś w Hiszpanii, w Katalonii, w prowincji Girona, w comarce Pla de l’Estany, w gminie Fontcoberta.
Według danych INE z 2006 roku miejscowość zamieszkiwało 951 osób.